# Del Norte County
Del Norte County är ett administrativt område i delstaten Kalifornien, USA. År 2010 hade Del Norte County 28 610 invånare. Den administrativa huvudorten (county seat) är Crescent City.
Redwood National Park ligger i countyt. 

## Geografi
Enligt United States Census Bureau så har countyt en total area på 3 185 km². 2 610 km² av den arean är land och 575 km² är vatten. 

### Angränsande countyn
- Humboldt County, Kalifornien - syd
- Siskiyou County, Kalifornien - öst
- Josephine County, Kalifornien - nordost
- Curry County, Oregon - nord